# بيتر كلارنس غيرهارد
بيتر كلارنس غيرهارد (بالإنجليزية: Peter Clarence Gerhardt)‏ هو منافس ألعاب قوى أمريكي، ولد في 26 نوفمبر 1877 في فيرجينيا سيتي في الولايات المتحدة، وتوفي في 5 أغسطس 1952.

## وصلات خارجية
- بيتر كلارنس غيرهارد على موقع أوليمبيديا (الإنجليزية)